# 보성죽천선생문집및유묵목판
보성죽천선생문집및유묵목판(寶城竹川先生文集및遺墨木板)은 대한민국 전라남도 보성군에 있는 0의 보성죽천선생문집및유묵목판이다. 1999년 7월 5일 전라남도의 문화재자료 제206호로 지정되었다.

## 개요
이것은 임진왜란 때 의병장으로 활약했던 죽천 박광전(1526∼1597)의 시문집을 새긴 목판과 초서를 새긴 유묵판이다.
박광전은 퇴계 이황의 문하에서 공부하였고, 감사를 지내던 유희춘의 추천으로 경기전참봉을 역임하였다. 임진왜란이 일어나자 임계영, 김익복 등과 보성에서 의병을 일으켰으며, 1597년 정유재란이 일어나 적이 호남을 침범하자 송홍렬, 박사길 등에게 격문을 보내 다시 의병을 일으켰다. 동복에서 적을 크게 무찔렀으나 병이 악화되어 죽었다. 그가 죽은 뒤 보성의 용산서원에 모셔졌으며, 시호는 ‘문강’이다.
목판은 문집 134판, 유묵 12판으로 구성되어 있는 것으로, 1929년에 새긴 것이다. 비록 시대에 있어서 후대의 판각이지만 근대에서 현대 책으로 넘어가는 과도기의 인쇄술과 ‘표제지’개념을 살필 수 있는 자료로 평가된다.

## 참고 문헌
- 보성죽천선생문집및유묵목판 - 국가유산청 국가유산포털